# مطیر
مطیر (هویزه)، روستایی در بخش مرکزی شهرستان هویزه در استان خوزستان ایران است.

## جمعیت
این روستا در دهستان هویزه جنوبی قرار دارد و براساس سرشماری مرکز آمار ایران در سال ۱۳۸۵، جمعیت آن ۱۴۴ نفر (۲۲خانوار) بوده‌است.